# Zosima frigida
Zosima frigida är en flockblommig växtart som beskrevs av Pierre Edmond Boissier och Heinrich Carl Haussknecht. Zosima frigida ingår i släktet Zosima och familjen flockblommiga växter. Inga underarter finns listade i Catalogue of Life.